# Estados Unidos nos Jogos Olímpicos de Verão de 1932
Os Estados Unidos da América foi o país que sediou os Jogos Olímpicos de Verão de 1932 em Los Angeles, Califórnia. Foram os primeiros no ranking geral, com 41 medalhas de ouro, 32 medalhas de prata e 30 medalhas de bronze.